# Maggy Corrêa
Pour les articles homonymes, voir Correa (homonymie).
Maggy Corrêa est une écrivaine autobiographique suisse rwandaise. Dans ses mémoires Tutsie etc. (1998), elle raconte comment elle a sauvé sa mère du génocide des Tutsi au Rwanda en juillet 1994.

## Biographie
Corrêa est née au Rwanda, d'un père portugais et d'une mère tutsi Rwandaise. Suissesse d'adoption, elle a fait ses études secondaires au Rwanda, au Congo belge et au Burundi
Corrêa a vécu en Valais pendant plus de vingt ans. Elle fonde et dirige une école de danse pendant dix ans avant de devenir journaliste indépendante écrivant pour le Nouveau Quotidien, Le Temps et Le Nouvelliste . Elle a également travaillé comme une  animatrice de radio pour Radio Rhône Valais et une animatrice télévision pour Radio Télévision Suisse. Elle a présenté Vanille Fraise, une émission hebdomadaire de 25 minutes présentant un jeu de culture générale sur la sexualité, depuis son lancement en novembre 1993 jusqu'en février 1994.
En mai 1994, Corrêa a tenté d'attirer l'attention sur le déroulement du génocide des Tutsi au Rwanda avec un article dans le journal suisse Le Nouveau Quotidien . Elle était une observatrice désabusée de l'inefficacité des Nations Unies au Palais des Nations à Genève, En juillet 1994, elle décide contre toute attente de se rendre au Rwanda au plus fort du génocide des Tutsi pour tenter de sauver sa mère, son livre Tutsie, etc. (1998) est le récit de cet incroyable voyage, .
Son roman de 2018 À la lueur de la lampe-tempête en (1998) raconte l'histoire vraie de Mario Augusto de Jesus du Valle Correia (Mario Corrêa), qui à la fin du XIXe siècle a secrètement libéré une centaine d'esclaves dans les colonies portugaises et a assuré leur exil en Angola.

## Œuvre
- Tutsi, etc.: récit [Tutsi, etc. : une histoire]. Grolley : Les Éd. de l'Hèbe; Sierre : Monographique, 1998. (ISBN 978-2940063383)
- À la lueur de la lampe-tempête . Éditions Saint Honoré, 2018. (ISBN 978-2407011483)